# Societat del Coneixement
La societat del coneixement genera, processa i comparteix, posant a disposició de tots els membres de la societat, el coneixement perquè aquest pugui ser utilitzat per a millorar la condició humana. La societat del coneixement es basa en el saber i l'especialització, ja que la seva implicació ajuda al desenvolupament econòmic i a la millora de qualitat de vida.
Els fonaments d'aquesta societat són: l'Ensenyament i la investigació, el desenvolupament i la innovació, l'estructura i organització de la nova societat.
A causa dels canvis que s'estan produint a la societat actual en els àmbits: econòmics, polítics, tecnològics, educatius i en el món laboral. Tots aquests trets han fomentat un gran canvi de la societat industrial a l'actual, la societat del coneixement.
La societat del coneixement difereix de la societat de la informació en el fet que la primera serveix per a transformar la informació en recursos que permetin a la societat a prendre mesures eficaces, mentre que la segona, crea i difon les dades en brut. La capacitat de recopilar i analitzar la informació ha existit en tota la història de la humanitat. No obstant això, la societat del coneixement d'avui ha augmentat de forma exponencial la generació i difusió d'informació a mesura que les tecnologies de la informació evolucionen.
L'Informe Mundial de la UNESCO fa referència a la definició, el contingut i el futur de les societats del coneixement.
El terme va ser creat el 1969 per Peter Drucker al seu llibre “La sociedad postcapitalista” (1969) on remarca la creació d'un nou model de coneixement com a centre de producció de la riquesa. Fomentant així un canvi social basat en el saber com a principal recurs per crear més coneixement.

## Dos fonaments bàsics

### Ensenyament
L'ensenyament és la transmissió dels coneixements, per obtenir una societat desenvolupada és essencial una educació de qualitat.
A Europa destaquen països modèlics en aquest àmbit com ara: Suècia, Dinamarca, Luxemburg, Finlàndia i Àustria on més del 70% de la població activa mantenen una formació continuada al llarg de la vida. Al contrari, a Espanya només el 25% rep aquesta formació.
Aquest factor està relacionat amb una diferència econòmica i de desenvolupament entre els Països Europeus.

#### Tipus de coneixement
- QUÈ?: Mitjançant diferents plataformes, com ara, cursos, educació formal, llibres, internet, etc., s'aconsegueix un tipus de coneixement.
- PER QUÈ?: El desenvolupament tecnològic i industrial de la societat actual és degut a un coneixement científic i la investigació, que s'adquireix durant el pas dels anys.
- COM?: Aptitud per dur a terme una acció d'una forma determinada, saber fer-la mitjançant un procés d'una manera organitzada, poder avaluar-la i introduir-la a la societat.
- QUI?: Saber qui ho coneix i qui sap realitzar-ho. És un tipus de coneixement que requereix la col·laboració de les institucions tant d'investigació científica com tecnològica.[1]

### Investigació + desenvolupament + innovació
La suma d'aquests tres factors dona com a resultat el coneixement, aquest ha anat evolucionant al llarg del temps, per exemple, al segle passat el coneixement es produïa sense cap mena d'interès econòmic i social, al contrari actualment amb la creació de la industrialització i les noves tecnologies, aquest saber ha quedat "restringit" als centres d'investigació i desenvolupament que reben benefici pel fet de transmetre aquestes nocions.
La rapidesa i quantitat de producció de nous coneixements, estableix una gran distinció entre el passat i l'actualitat. L'esclat de la tecnologia, ciència i investigació va començar amb Thomas Edison amb un procés sistemàtic i metòdic per la fabricació tecnològica.
La innovació és el resultat de la investigació i el desenvolupament relacionat amb la ciència però també amb l'economia i la societat. Per tant, tots els coneixements es transmeten mitjançant l'ensenyament i la informació així formant professionals de qualitat en tots els sectors.
En resum, ara és més important que mai l'educació, ja que és el mitjà, la clau per transmetre el coneixement a tota la societat. Per tant, la innovació és una responsabilitat de tots els governs i ciutadans per aconseguir un avenç social.

#### Tecnologies de la informació i la comunicació
El creixement de les Tecnologies de la informació i la comunicació (TIC) ha augmentat significativament la capacitat del món per generar dades en brut i transmetre-les de formes cada vegada més ràpides i eficaces. L'adveniment d'Internet ha permès lliurar quantitats abismals d'informació a la gent.
L'evolució del Web 1.0 al Web 2.0 ofereix als individus eines que permeten la connexió dels uns amb els altres des d'arreu, de manera que els usuaris han passat de ser merament receptors a productors de continguts. La innovació en les tecnologies digitals i dispositius mòbils ofereixen a les persones el mitjà per connectar-se a Internet a qualsevol lloc i a qualsevol hora.
Les eines TIC tenen el potencial de transformar l'educació, la formació, l'ocupació i l'accés als recursos que sustenten la vida de tots els membres de la societat. No obstant això, aquesta capacitat dels individus per produir i utilitzar les dades a escala mundial no es tradueix necessàriament en creació de coneixement. Els mitjans contemporanis lliuren quantitats ingents d'informació i, però la informació sola no genera coneixement. Perquè es generi coneixement és necessària la reflexió, per tal que aquesta creï comprensió, enteniment i consciència.
El millorament de les circumstàncies de la humanitat requereix l'anàlisi crítica de la informació per desenvolupar el coneixement que ajuda a la humanitat. Amb la reflexió absent i el pensament crític, la informació pot arribar a ser "no-saber", el que és fals o inexacte Les esperades Web Semàntica 3.0 i Web Ubícua 4.0 faran avançar tant la informació com la creació de coneixement en la seva capacitat d'utilitzar la intel·ligència per crear digitalment significat independentment d'usuari basat en les TIC.

## Desenvolupament de la nova societat a Europa

### Estructura i Organització
Durant el segle XX es van produir canvis socials i econòmics que es van dur a terme gràcies a la creació i transmissió de coneixements.
Fins a la Primera Guerra Mundial, en els països més desenvolupats principalment es trobaven dues classes socials: la burgesia i la classe baixa. Seguidament amb la industrialització (1880-1914) va sorgir el tercer grup social, la classe obrera que s'encarregaven de l'elaboració de recursos materials.
Actualment, la societat de la comunicació ha canviat i es basa en el tractament de la informació i elaboració de recursos intel·lectuals, com el nou model d'organització en xarxa capaç de mantenir comunicats d'una forma global i continua a la societat, canviant així la forma d'interactuar, però aquest fet pot produir una exclusió social per falta de recursos. Els factors que causen aquesta possible exclusió social poden ser: l'economia, la situació geogràfica, classe social, etc.
Mitjançant l'adquisició del coneixement es té accés a una millor qualitat de vida gràcies la posició i el treball que el saber genera als individus.
És important tenir en compte que la base de la societat del coneixement és l'educació, però aquesta crea una certa competència entre els membres de la societat, ja que hi ha més facilitats per accedir-hi.
Actualment, el grup intel·lectual, té molta importància a la societat del coneixement, ja que és el precursor de la prosperitat social.
S'ha iniciat un canvi de consciència i compromís global, fent una crida al diàleg i a l'exclusió de l'autoritarisme.
En aquesta societat el treballador és especialista i professional en la seva àrea, així doncs per mantenir una contínua evolució cal una cooperació entre les persones.

## L'economia i la qualitat de vida en la societat del coneixement
El coneixement està implicat en l'estructura i composició de la societat actual, és el gènere determinant per al progrés de la ciutadania. El valor social i econòmic d'aquest coneixement augmenta quan es comparteix amb altres i així es reutilitza.
El saber sempre ha tingut un paper important en l'evolució i el progrés de la societat al llarg de la història, per tant ha fomentat canvis en la forma de vida de l'ésser humà.
L'evolució del coneixement marca la diferència d'una època a un altre. En certs moments tenir el coneixement pot provocar un desequilibri entre individus i d'aquesta manera causar un abús d'aquest poder.
L'aprenentatge va lligat a aquesta societat del coneixement, ja que en l'actualitat qualsevol professional ha d'estar en continu aprenentatge per anar evolucionant al mateix ritme que ho fa la societat. Un dels sectors que més ràpid està evolucionant és l'àmbit tecnològic, els quals creen nous coneixements i millores. La societat, per tant, s'ha d'adaptar a aquests.
La societat s'organitza en quatre sectors: primari: agricultura, ramaderia.; secundari: indústria, terciari: serveis, quaternari: investigació científica. Gràcies al gran desenvolupament del sector quaternari hem passat d'una economia de productes a una economia de coneixements.

## Manuel Castells i la Societat del Coneixement
Va començar a desenvolupar la seva teoria a principis dels anys 70, en la qual feia referència a la sociologia urbana marxista, seguidament als anys 80, es va focalitzar en el paper de les noves tecnologies, després en els 90 va combinar les dues corrents anteriors, en l'estudi “La Era de la Información”.
La investigació de Manuel Castells, està formada per tres blocs principals: producció, poder i experiència, amb això vol donar importància a l'estructuració de l'economia, de l'Estat i les institucions, remarcant el poder de l'acció col·lectiva de la ciutadania.

### Internet i la societat en xarxa
Castells fa una anàlisi de com funciona i ha anat evolucionant aquesta tecnologia, fent referència a la seva finalitat principal de ser una plataforma de lliure accés i incontrolable.
És un instrument de comunicació creat per la societat.
El sociòleg fa una anàlisi del que és internet avui en dia, en primer lloc esmenta, que va ser creat per una finalitat militar Nord-americana, però mai es va arribar a produir, a causa d'això els científics van aprofitar aquesta plataforma per avançar en el seu camp. Seguidament, la creació d'internet no tenia una finalitat econòmica, ni de comercialització.
A continuació, explica que un mitjà de lliure accessibilitat internacional, com a productors d'aquesta, van ser els mateixos usuaris, i els científics van fer aplicacions i nous processos tecnològics.
Per això, es va formar un conjunt de científics i tècnics que compartien i desenvolupaven noves investigacions de manera cooperativa. El primer programa que permet la seva utilització actual és el programa Brower (World Wide Web) creat per Tim Berners-Lee i Arpanet creada pel Govern Nord-americà que posteriorment va ser Internet a causa de la globalització d'aquest programa.
Per acabar, argumenta que internet s'autogestiona per un grup de gent que vetlla pel seu desenvolupament, sense que el Govern interfereixi, però actualment la situació ha canviat i s'ha privatitzat per un grup que té el suport del Govern Nord-americà i el Govern Internacional.
En resum, actualment internet és un mitjà de comunicació, d'interacció i organització social vital per la societat actual, en comparació a anys anteriors que només era utilitzat per una minoria.